# Ilex pernyi
Ilex pernyi är en järneksväxtart som beskrevs av Adrien René Franchet. Ilex pernyi ingår i släktet järnekar, och familjen järneksväxter. Inga underarter finns listade i Catalogue of Life.

## Bildgalleri

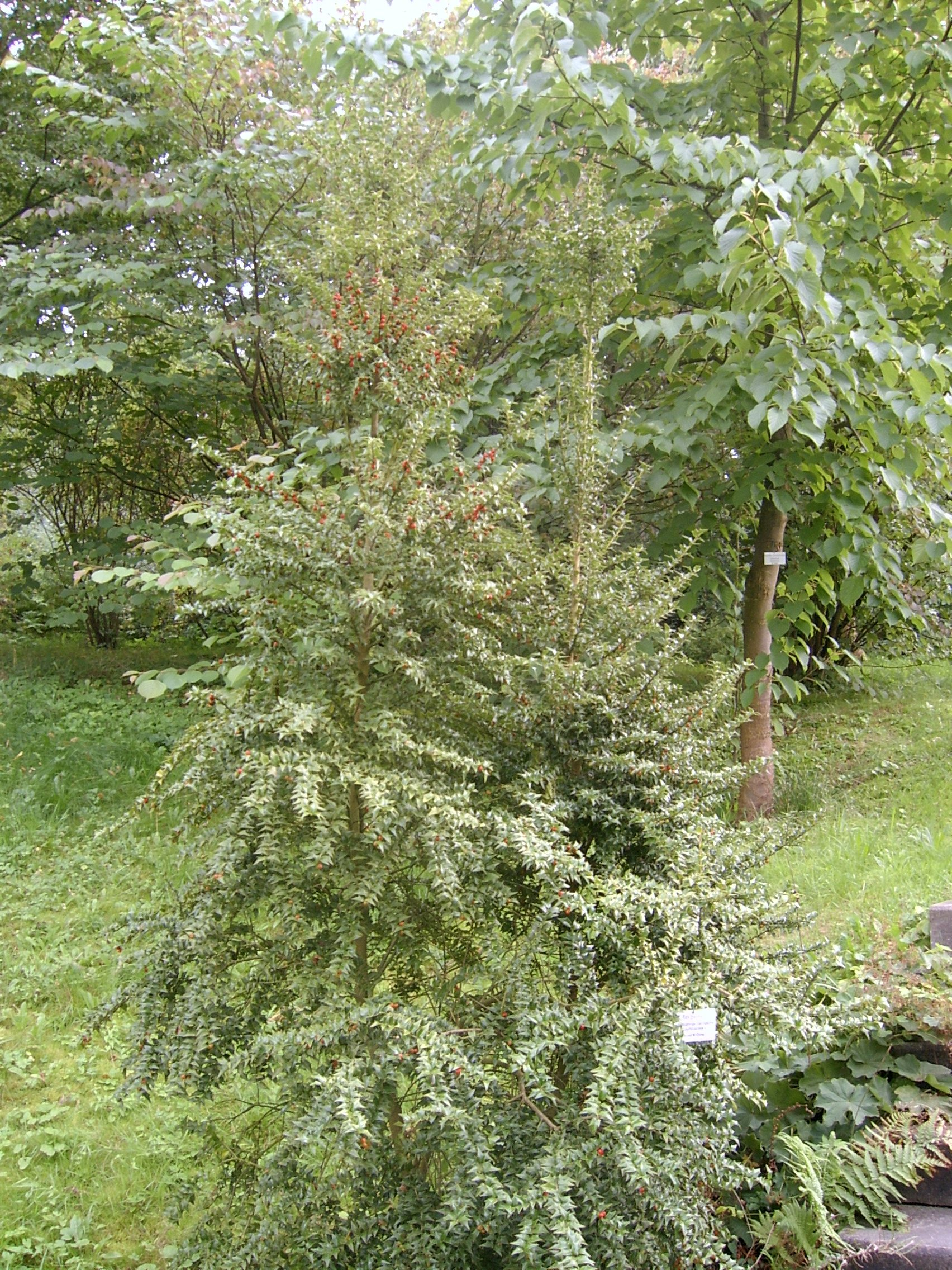
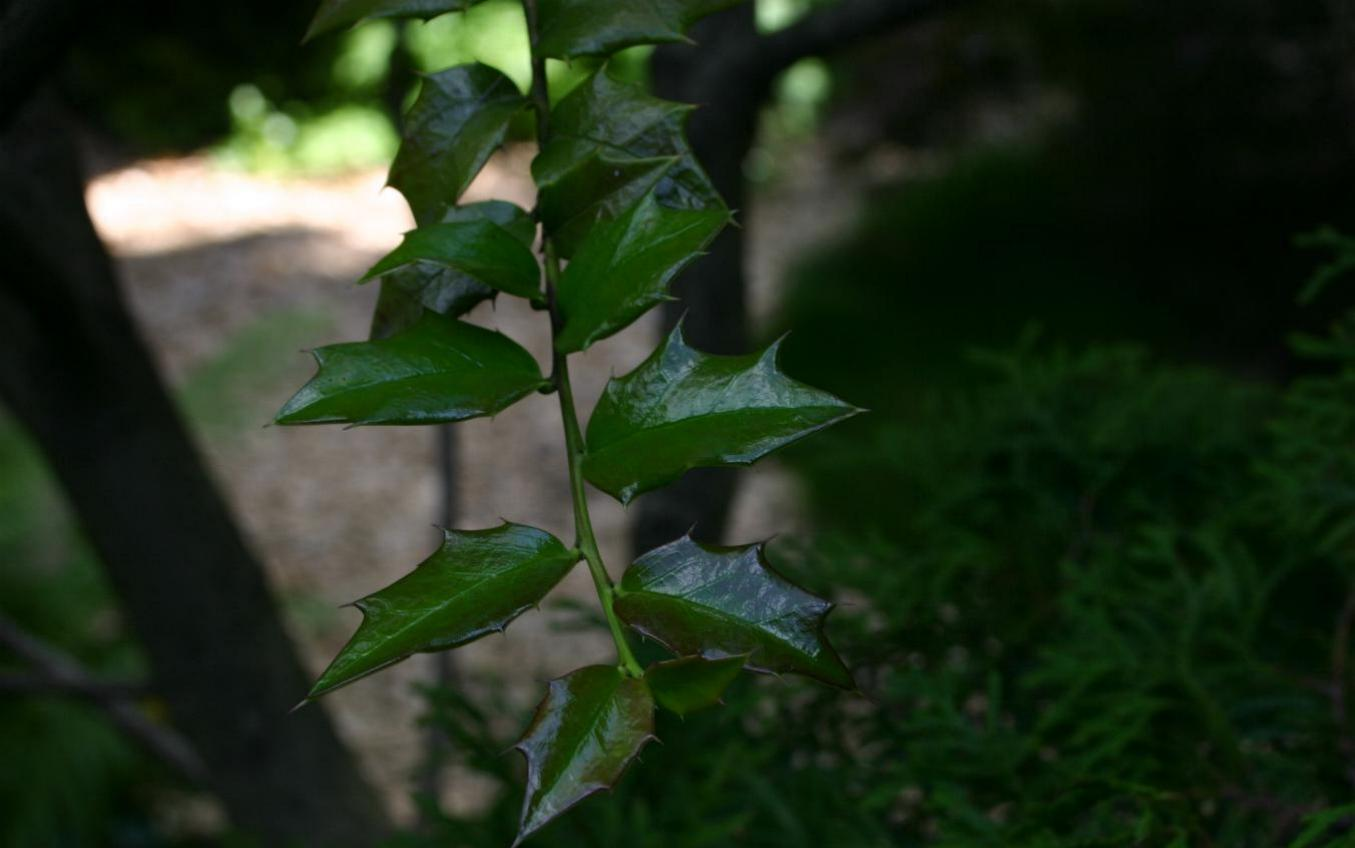
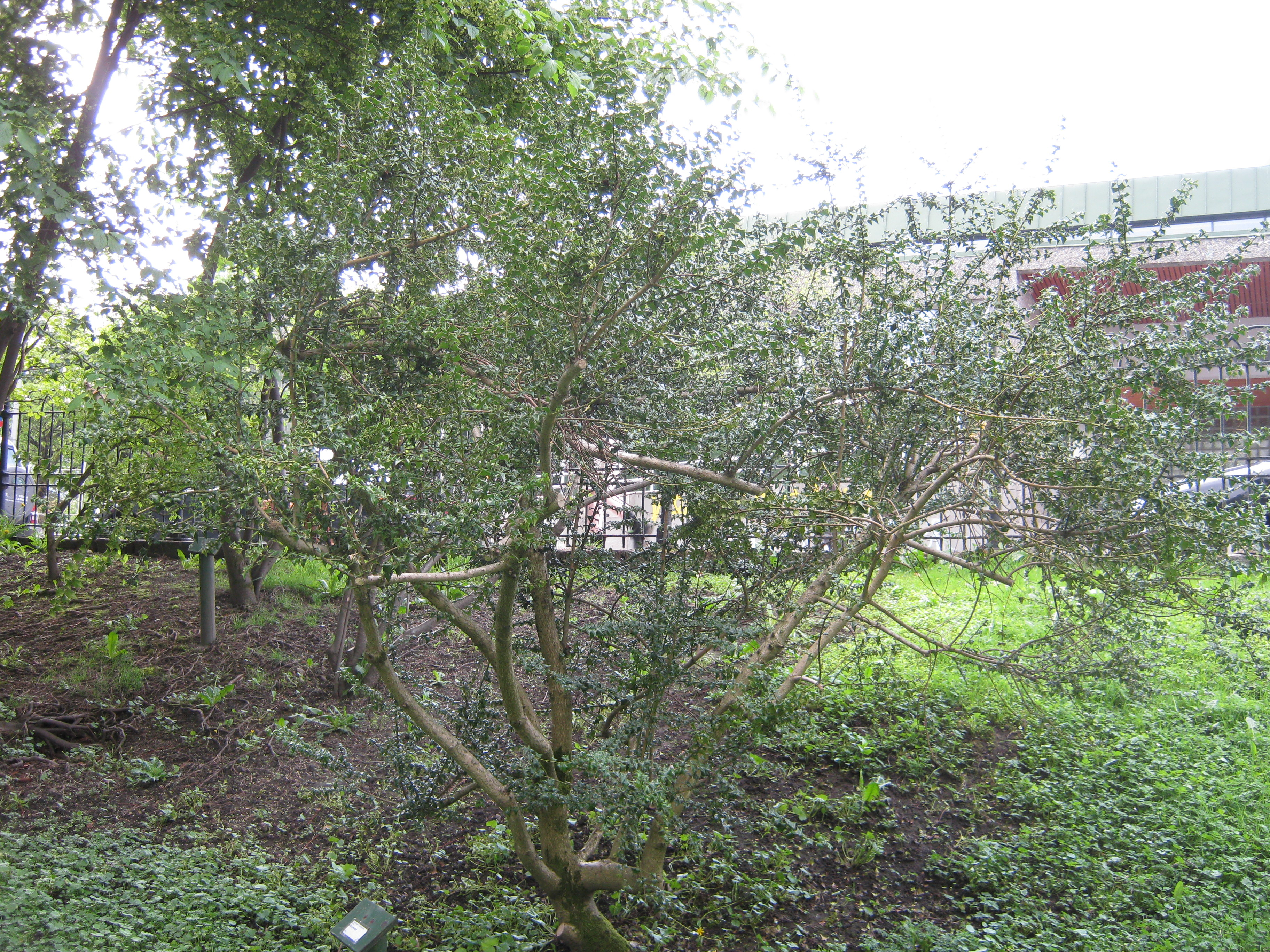
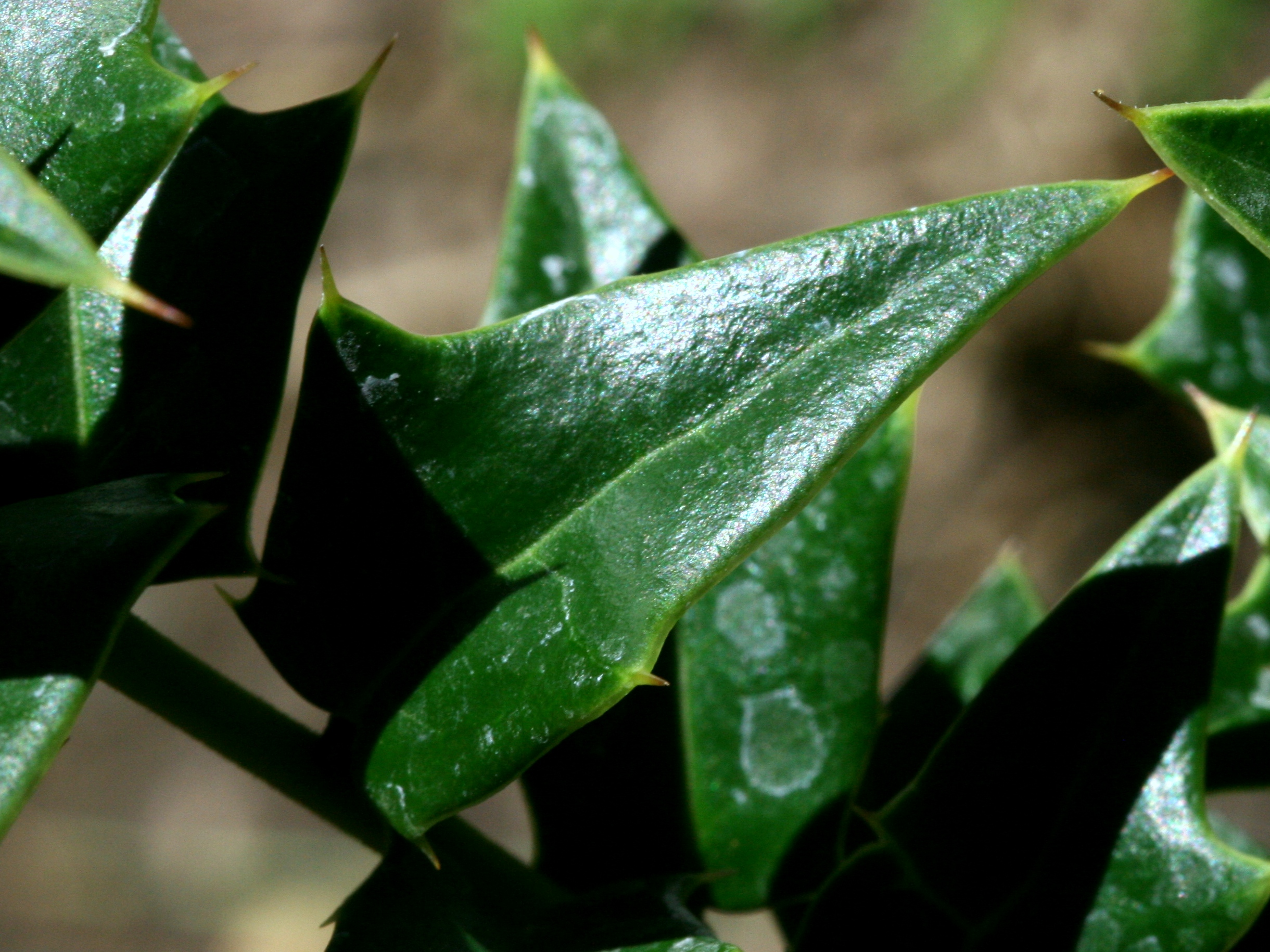
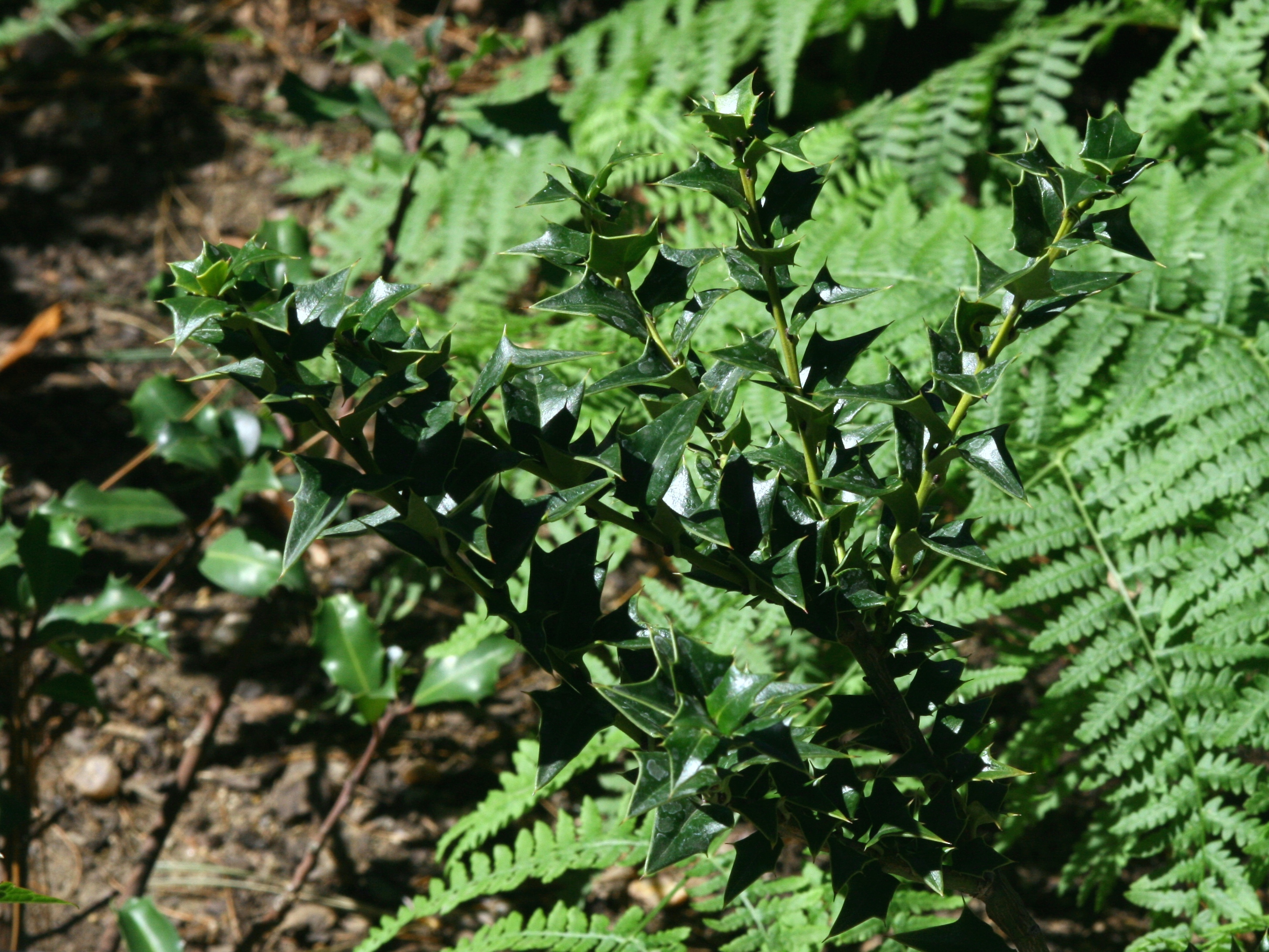
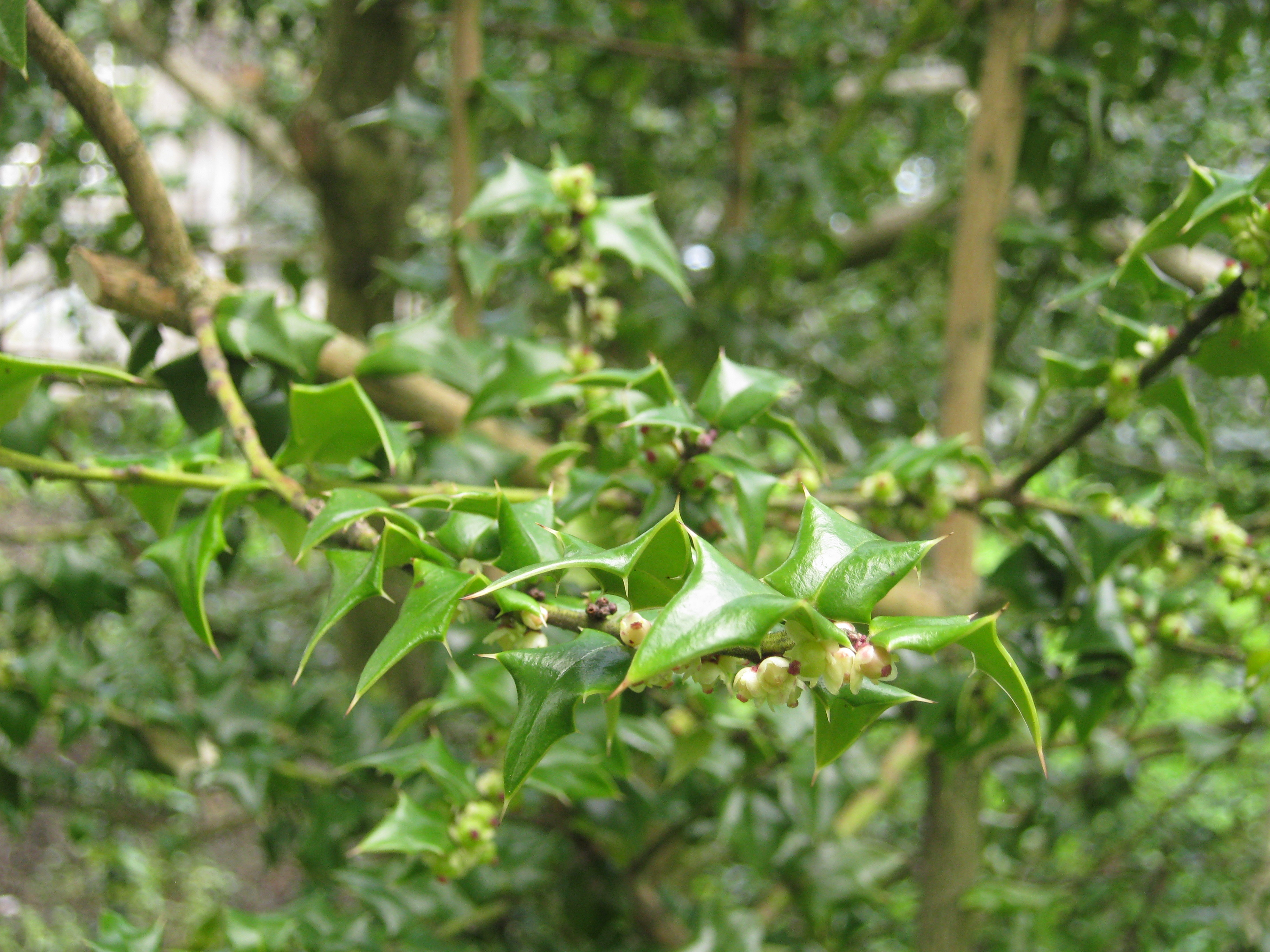